# Watervallen van New York

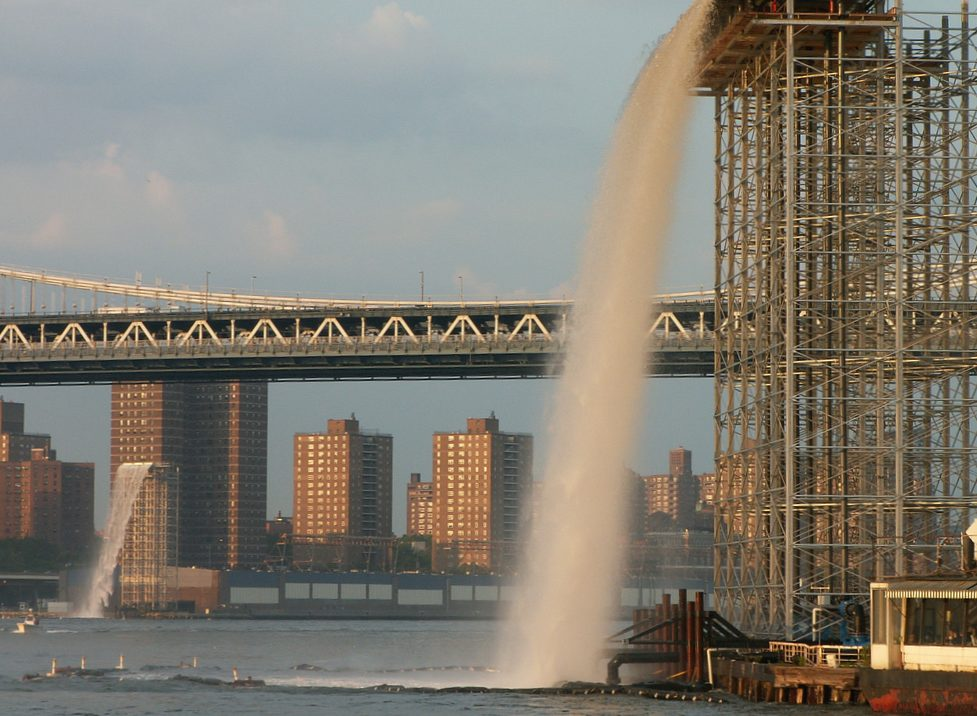
Waterval onder de Brooklyn Bridge. De brug op de achtergrond is de Manhattan Bridge.

De Watervallen van New York is een installatie van kunstenaar Olafur Eliasson in een samenwerking met het Public Art Fund en bestaat uit vier, door de mens gemaakte, watervallen in de stad New York. Met een prijs van $15,5 miljoen is het het duurste publieke kunstwerk project sinds Christo and Jeanne-Claude's kunstwerk The Gates in Central Park. De watervallen werden op 26 juni 2008 voor het eerst aangezet. Ze werkten van 07.00 tot 22.00 en na zonsondergang werden ze verlicht. Op 13 oktober 2008 kwam het project ten einde.

## Achtergrond

### Locatie en constructie
De plaatsen van de vier watervallen in New York zijn Pier 35 in Manhattan, onder de Brooklyn Bridge in DUMBO, Brooklyn, tussen pier 4 en 5 (ook in Brooklyn) en Governors Island.
Het werk aan de vier ondersteuningssteigers begon halverwege maart 2008. Op de oever van Governors Island worden de bouwsteigers door middel van een heistelling op hun plaats gehouden. Deze methode wordt, om verschillende redenen, niet toegepast op de andere plekken, zelfs niet de plekken die gevoelig zijn voor trillingen veroorzaakt door verkeer op en in de bruggen en tunnels van New York. De hele stellage heeft een oppervlakte van 5946 m² en weegt 270 ton. Eliasson heeft gezegd dat de steigers zijn ontworpen om in de omgeving op te gaan en heeft daardoor dus niet geprobeerd om ze te verbergen. Hij zegt daarover het volgende : "want[s] people to know that this is both a natural phenomenon and a cultural one.”
Bij de bouw waren 108 mensen betrokken inclusief twee milieuconsultants. De installatie is ontworpen met een ecologisch vriendelijk oogpunt, een voorbeeld hiervan zijn de filters om te voorkomen dat waterdieren een ritje omhoog maken en dan weer naar beneden komen via de waterval. Aan het einde van het project worden de gebruikte materialen gerecycled voor toekomstige projecten.

### Kosten
Het meer de 15 miljoen dollar kostende project heeft geen subsidie van de stad gehad en werd geheel gefinancierd door privéorganisaties, bedrijven en giften. Burgemeester Bloombergs bedrijf, Bloomberg LP, doneerde 13,5 miljoen dollar. De Lower Manhattan Development Corporation gaf 2 miljoen dollar. Men heeft geschat dat het project ongeveer 55 miljoen dollar voor de lokale economie zou kunnen genereren.